# اره
اَرِه یک ابزار برنده، شامل یک تیغه یا یک زنجیر، دارای دندانه‌های برنده است.
اَرّه یکی از ابزارهایی است که برای قطعه کردن و دو نیم کردن قطعه کار با حرکت رفت و برگشتی و اصطکاکی دندانه با قطعه کار در درودگری و بسیاری از پیشه‌ها و رشته‌های فنی و صنعتی کاربرد دارد.
اره دستی دارای یک دسته معمولاً چوبی و یک تیغه لبه‌تیز فلزی دندانه‌دار است که برای بریدن و دونیمه کردن اجسام استفاده می‌شود. در جایی‌که به علت بزرگ بودن یا ضخیم بودن یک جسم بریدن آن با کارد یا قیچی میسر نیست از اره استفاده می‌کنند.

## دسته‌بندی
به‌طور کلی اره‌ها به دو دسته تقسیم می‌شوند
1. اره‌های قطع‌کن برای برش عرضی
2. اره‌های شکاف‌زن برای برش‌های طولی[۱]

## مشخصات
در اره‌های مویی به‌جای دسته از یک چوب یا فلز دراز استفاده می‌شود که «کمان اره» نام دارد. در نجاری به خرده‌چوب‌های پس از اره‌کاری و در صنایع به ضایعات باقی‌مانده از اره‌کشی، بُراده و به خرده‌های ریزتر خاک‌اره گفته می‌شود.

## تیغ‌اره
تیغه اره که آن را تیغ‌اره می‌نامند انواع گوناگونی دارد، از جمله: تخت کمانی، لنگ، چاقویی، خشکه‌بر، دستی، دیسکی، دورکند، فولادبر، الماسه، سنگبری و غیره.
در بسیاری از اره‌های برقی از تیغ‌اره مدور استفاده می‌شود. دندانه‌های تیغ‌اره گاه نامتقارن هستند و برش به‌وسیله آن‌ها تنها در یک سو امکانپذیر است.
وسیله‌ای که برای تیز کردن لبه تیغ‌اره بکار می‌رود سوهان اره‌تیزکنی نام دارد.

## انواع اره

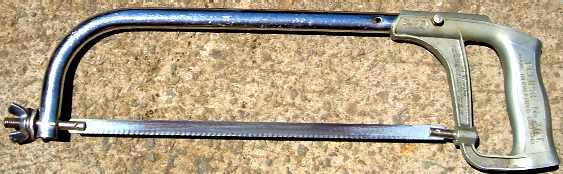
اره آهن‌بری

- اره دستی
- اره فارسی‌بر
- اره عمودبر
- اره چوب‌بر
- اره گن بری
- اره برقی
- اره مویی
- اره آتشی
- اره موتوری
- اره گیگلی
- اره فنری
- اره گرد
- اره نوکی
- اره آبی
- اره آب‌صابون
- اره نواری
- اره پروفیل‌بر
- اره لوله‌بری
- اره جراحی
- اره پشت‌بنددار
- اره لنگ
- اره ژاپنی
- اره کمانی